# Dante Thomas
Dante Thomas (ur. 7 stycznia 1978 w Salt Lake City, w stanie Utah) – amerykański piosenkarz wykonujący muzykę R&B, który osiągnął międzynarodowy sukces dzięki utworowi „Miss California” z 2001.

## Życiorys
Jest synem śpiewaków operowych. W 2000 wyjechał do Nowego Jorku, gdzie śpiewał w kwartecie R&B-owym Jodeci. Zwrócił na siebie uwagę menedżera Donovana Thomasa i rapera Douga E. Fresha, z którymi wkrótce rozpoczął współpracę. Razem z Thomasem stworzył duet muzyczny duo!.
Również w 2000 poznał rapera Prasa Michela i wkrótce podpisał kontrakt płytowy z wytwórnią Elektra/Warner Music Group. W 2001 wystąpił jako support przed koncertami N Sync w Network Associates Coliseum w Oakland. W tym samym roku wydał swój debiutancki album studyjny pt. Fly, z którym trafił na listy sprzedaży w Austrii, Francji, Niemczech i Szwajcarii. Płytę promował m.in. singlem „Miss California”, który nagrał z Prasem. Utwór stał się międzynarodowym hitem i trafił na listy przebojów w wielu krajach w Europie, m.in. dotarł do pierwszego miejsca w Danii i Niemczech. Pozostałe single z płyty, „Fly” i „Guilty” (oba wydane w 2001) oraz „Get It On” (w 2004), również były notowane na europejskich listach przebojów, ale nie powtórzyły sukcesu debiutanckiego singla.
W kolejnych latach sporadycznie wydawał kolejne single: „What I Got” w 2007, „Isn’t It True” w 2009 i „Damage Is Done” w 2011, które umieścił na albumie pt. Hardcore on Videotape z 2012. W tym samym roku premierę miały piosenki, w których zaśpiewał gościnnie: „Diese Tage” Kristoffera Hünecke oraz „Feeling So Blue” i „Nothing Lasts Forever” grupy Michael Mind Project, które były notowane na listach przebojów w kilku krajach w Europie. W 2016 zaśpiewał gościnnie w utworach: „Lonely” DJ-a Tomkka i „A Guy Like You” w duecie z Claudią Pavel, a także wystąpił w programie telewizyjnym RTL Zwei Kay One – Sängerin gesucht, w którym pomagał raperowi Kayowi One’owi odnaleźć nowe muzyczne talenty. W 2017 wziął udział w 11. edycji programu typu talent show Das Supertalent w RTL. W 2021 nagrał z Eko Freshem nową wersję swojego przeboju „Miss California” – „Miss Köllefornia”, która znalazła się na albumie rapera pt. Abi. W tym samym roku opublikował utwór „Still In Love With America”.
W 2023 pozwał Prasa Michela za niedotrzymanie warunków umowy zawartej podczas prac przy albumie Fly; Thomas ujawnił, że raper nie wypłacił mu wszystkich pieniędzy, które zarobił na swojej debiutanckiej płycie, w tym na przeboju „Miss California”. W lipcu 2024 wydał singiel „Crashin”, którym zapowiedział swoją EP-kę pt. 5.

### Życie prywatne
Żonaty, ma dwoje dzieci i mieszka w Saarze. Jest ambasadorem organizacji charytatywnej Voice Aid Association, a jego utwór „Baby Don’t Waste Your Time” znalazł się na składance pt. Voice Aid & Friends – Save The Planet.

## Dyskografia
Albumy studyjne
- Fly (2001)
- Hardcore on Videotape (2012)